# Gurian (Afganistan)
Gurian este un oraș din Afganistan, centru administrativ al districtului Ghurian.